# Hompré
Hompré (en wallon Ompré) est une section de la commune belge de Vaux-sur-Sûre, située en Région wallonne dans la province de Luxembourg.
C'était une commune à part entière avant la fusion des communes de 1977.

## Démographie
- Source: INS recensements population

## Histoire
Commune du département des Forêts sous le régime français.
En 1823, fusionne avec les communes d'Assenois, Remichampagne et Remoiville.